# Cloud Nine (album de Nine)
Pour les articles homonymes, voir Cloud 9.
Albums de Nine
Nine Livez
(1995) O.O.P.S. Vol II (Over Other Peoples Shit)
(2007)
Singles
1. Lyin' King
Sortie : 1996

Cloud 9 est le deuxième album studio de Nine, sorti le 6 août 1996.
L'album s'est classé 45e au Top R&B/Hip-Hop Albums.

## Liste des titres
| No  | Titre                                       | Contient un (des) sample(s) de | Durée |
| --- | ------------------------------------------- | --- | ----- |
| 1.  | Know Introduction (featuring King Just)     | Biscuit de Portishead | 2:38  |
| 2.  | Every Man 4 Himself                         | | 3:11  |
| 3.  | We Play 4 Keeps                             | | 3:53  |
| 4.  | Tha Product (featuring U-Neek)              | | 4:19  |
| 5.  | Uncivilized (featuring Father Shaheed)      | Make or Take de Nine featuring Smoothe da Hustler | 3:38  |
| 6.  | No Part a Me                                | | 3:42  |
| 7.  | Lyin' King                                  | One de Three Dog Night An Old Fashioned Love Song de Three Dog Night You're Getting a Little Too Smart des Detroit Emeralds Here We Go (Live at the Funhouse) de Run–DMC Peter Piper de Run–DMC | 3:36  |
| 8.  | Richman, Poorman (featuring 3rd Eye)        | Young, Gifted and Black d'Aretha Franklin | 2:50  |
| 9.  | Jon Doe                                     | | 3:51  |
| 10. | Make or Take (featuring Smoothe da Hustler) | Just as You Are de Ronnie Laws La Di Da Di de Doug E. Fresh et Slick Rick A Who Seh Me Dun de Cutty Ranks                                                                                       | 4:00  |
| 11. | Warriors (featuring Bounty Killer)          | | 3:46  |
| 12. | 4 Chicken Wings and Rice                    | Let's Get Closer d'Atlantic Starr Sally Got a One Track Mind de Diamond D | 3:31  |